# بالقارها
بالقارها یا بُلغارها (به زبان قره‌چایی-بالقاری: مفرد тау́лу تاولو، جمع тау́лула تاولولا) یک گروه قومی کوچکِ ترک‌تبار در شمال غربی قفقاز و یکی از دو قومیت اصلی جمهوری خودمختار قابارده و بالقاریه در فدراسیون روسیه هستند.
جمعیت آنها بنا بر سرشماری سال ۱۹۸۹ شوروی برابر با ۸۵٬۱۲۶ نفر بود که از این تعداد، ۹۳ درصد آنها به زبان بالقاری سخن می‌گفتند و ۷۸ درصدشان نیز مشکلی در تکلم زبان روسی به عنوان زبان دومشان نداشتند. زبان بالقاری اساساً با زبان قره‌چایی که در جمهوری چرکس-قره‌چای بدان تکلم می‌شود یکسان است. بدین ترتیب بالقارها از نظر زبانی باقی‌ماندهٔ گروه‌های ترکی هستند که در امتداد استپ اوراسیا دست به مهاجرت زدند.
بالقارها تا ۱۹۲۴ به خط عربی می‌نوشتند اما به‌دنبال تغییر کلی سیستم الفبایی در اتحاد جماهیر شوروی، نخست الفبای لاتین از ۱۹۲۴ تا ۱۹۳۷ و سپس از ۱۹۳۷ تا به امروز الفبای تغییریافتهٔ سیریلیک جایگزین رسم‌الخط عربی شد.
روسیه در سدهٔ نوزدهم میلادی موفق به فتح قفقاز شد که این موضوع باعث بروز اختلال در زندگی بالقارها گردید. علاوه بر آن بالقارها  در پایان جنگ جهانی دوم به اتهام همکاری با نازی‌ها از موطن خود اخراج شدند تا آنکه در دههٔ ۱۹۵۰ بار دیگر به آنها اجازهٔ بازگشت داده شد. اما در این زمان جمعیت آنها به شدت کاهش یافته بود و علاوه بر سختی‌های مربوط به بازگشت، قلمروشان نیز در آن زمان توسط خارجی‌ها اشغال شده بود. همین موضوع سبب شد تا با فروپاشی اتحاد جماهیر شوروی سوسیالیستی درگیری‌هایی قومی در این مناطق بروز یابد.